# François de Poilly
Pour les articles homonymes, voir Poilly.
François de Poilly, né à Abbeville en 1623 et mort à Paris en 1693, est un graveur et éditeur d'estampes français.

## Biographie
Né d'un père orfèvre qui lui donne ses premières leçons de dessin et l'envoie en apprentissage en novembre 1638 chez le graveur parisien Pierre Daret, Poilly, influencé par l'exemple de Claude Mellan, se rend ensuite à Rome où il séjourne pendant sept ans auprès de Cornelius Bloemaert. C'est dans l'atelier de ce peintre et graveur néerlandais qu'il acquiert la maîtrise de son art.

« Il réussit parfaitement dans cette manière, où la sorte de froideur qui en est inséparable, est entièrement gazée par la douceur, le moelleux et la beauté du faire ; par le rare talent qu'avait Poilly de conserver les grâces, la noblesse et la précision des tableaux qu'il gravait ; avantage résultant de ce qu'il était excellent dessinateur. »

L'œuvre de Poilly compte environ 400 pièces. Il a gravé principalement des sujets religieux, d'après Raphaël, Guido Reni, Annibale Carracci, Pierre Mignard, Charles Le Brun, Nicolas Poussin, Sébastien Bourdon, Eustache Lesueur. 
Son élève Jean-Louis Roullet a laissé de lui un portrait remarquable, au sujet duquel Pierre-Jean Mariette écrit :

« Roullet avait commencé de [le] graver par motif de reconnaissance, et il en voulait faire un présent aux enfants de Poilly, son ancien maître ; mais il mourut sur cet ouvrage et le laissa imparfait. Pierre Drevet se chargea de le rachever et le voulut aussi faire gratuitement ; l'on reconnaît aisément son travail dans la perruque et dans plusieurs parties de la tête. C'est M. Poilly, le fils de François, qui m'a appris cette particularité. »

### Descendance et famille
François de Poilly, marié à Marguerite Weyen, eut au moins deux fils, Herman (1659-1694) et François II (1666-1741), également graveurs. Le frère puîné de François, Nicolas de Poilly (1626-1696), devient également graveur, ainsi que les trois fils de celui-ci, Jean (1669-1728), François III (1671-1723), et Nicolas (1675-1747).

### Élèves
- Étienne Picart
- Jean-Louis Roullet